# Кузив, Степан Петрович
Степан Петрович Кузив (род. 1 марта 1955) — советский украинский легкоатлет, специалист по барьерному бегу. Выступал на всесоюзном уровне в конце 1970-х — начале 1980-х годов, чемпион СССР в помещении, победитель и призёр первенств республиканского значения, участник чемпионата Европы в помещении в Гренобле. Представлял Львов и спортивное общество «Буревестник».

## Биография
Степан Кузив родился 1 марта 1955 года. Занимался лёгкой атлетикой во Львове, выступал за Украинскую ССР и добровольное спортивное общество «Буревестник».
Впервые заявил о себе на всесоюзном уровне в сезоне 1978 года, когда в беге на 110 метров с барьерами выступил на чемпионате СССР в Тбилиси.
В 1979 году в той же дисциплине был шестым в Сочи и четвёртым в Каунасе.
В 1980 году на зимнем чемпионате СССР в Москве завоевал серебряную награду в 110-метровом барьерном беге, уступив только белорусу Виктору Мясникову. Позднее также с личным рекордом 13,88 взял бронзу на летнем чемпионате СССР в Донецке, одержал победу на всесоюзном старте в Брянске.
В 1981 году на зимнем чемпионате СССР в Минске превзошёл всех соперников в беге на 60 метров с препятствиями. Попав в состав советской сборной, удостоился права защищать честь страны на чемпионате Европы в помещении в Гренобле — в программе бега на 50 метров с барьерами дошёл до стадии полуфиналов, тогда как на предварительном квалификационном этапе установил ныне действующий национальный рекорд Украины в данной дисциплине — 6,58.